# Музей театральных кукол (Любек)
Музей театральных кукол в Любеке (нем. TheaterFigurenMuseum Lübeck) — музей международного кукольного искусства в Любеке в земле Шлезвиг-Гольштейне (Германия).

## Коллекция
Музей театральных кукол — частный театр, основанный немецким кинематографистом и коллекционером Фрицем Феем-младшим. Расположен в старом городе на узкой Колк-штрассе, вблизи кирпичной готической церкви Святого Петра и недалеко от Хольстентора.
Долгое время Фей собирал коллекцию предметов, связанных с историей кукольного искусства в Германии и за рубежом, и выставил часть своей коллекции в этом музее, который состоит из пяти соединённых средневековых кирпичных домов. Музей поддерживается городом Любек и частным благотворительным фондом Possehl- Stiftung.
Коллекция включает несколько тысяч экспонатов трёх веков и трёх континентов (Европы, Африки и Азии), которые показывают разнообразие техник, использовавшихся в кукольных театрах разных стран. В музее представлены марионетки в перчатках китайской оперы, марионетки, тростевые и пальчиковые куклы, куклы театра теней, манекены чревовещателя, механические куклы, марионетки пять-в-одном.
Наиболее заметные экспонаты музея — теневые куклы театра ваянг из Индонезии, «Мото Рафаэль, электрический ящик», «Собачий клоун», который использовался в сценах с реальными собаками, или технически сложные «метаморфозы».
Кроме этого, в музее представлены плакаты, реквизит, декорации, костюмы, музыкальные инструменты и даже целые кукольные театры.

## Галерея
- Механические куклы
- Балет животных, плоские куклы (Германия, ок. 1900)
- Теневая кукла ваянг кулит (начало XX века)
- Деревянные куклы (Нигерия)